# Melanogryllus afghan
Melanogryllus afghan är en insektsart som beskrevs av Lucien Chopard 1968. Melanogryllus afghan ingår i släktet Melanogryllus och familjen syrsor. Inga underarter finns listade i Catalogue of Life.